# Chennai Open Challenger
El Chennai Open Challenger es un torneo profesional de tenis. Pertenece al ATP Challenger Tour. Se juega desde el año 2018 sobre pistas de dura, en Chennai, India.

## Palmarés

### Individuales
| Año  | Campeón         | Finalista                 | Resultado        |
| ---- | --------------- | ------------------------- | ---------------- |
| 2018 | Jordan Thompson | Yuki Bhambri              | 7-5, 3-6, 7-5    |
| 2019 | Corentin Moutet | Andrew Harris             | 6-3, 6-3         |
| 2020 | No Celebrado    | No Celebrado              | No Celebrado     |
| 2021 | No Celebrado    | No Celebrado              | No Celebrado     |
| 2022 | No Celebrado    | No Celebrado              | No Celebrado     |
| 2023 | Max Purcell     | Nicolás Moreno de Alborán | 5-7, 7-6(2), 6-4 |
| 2024 | Sumit Nagal     | Luca Nardi                | 6-1, 6-4         |
| 2025 | Kyrian Jacquet  | Elias Ymer                | 7-6(1), 6-4      |

### Dobles
| Año  | Campeones                         | Finalistas                                          | Resultado           |
| ---- | --------------------------------- | --------------------------------------------------- | ------------------- |
| 2018 | Sriram Balaji Vishnu Vardhan      | Cem İlkel Danilo Petrović                           | 7-6(5), 5-7, [10-5] |
| 2019 | Gianluca Mager Andrea Pellegrino  | Matt Reid Luke Saville                              | 6-4, 7-6(9)         |
| 2020 | No Celebrado                      | No Celebrado                                        | No Celebrado        |
| 2021 | No Celebrado                      | No Celebrado                                        | No Celebrado        |
| 2022 | No Celebrado                      | No Celebrado                                        | No Celebrado        |
| 2023 | Jay Clarke Arjun Kadhe            | Sebastian Ofner Nino Serdarušić                     | 6-0, 6-4            |
| 2024 | Saketh Myneni Ramkumar Ramanathan | Rithvik Choudary Bollipalli Niki Kaliyanda Poonacha | 3-6, 6-3, [10-5]    |
| 2025 | Shintaro Mochizuki Kaito Uesugi   | Saketh Myneni Ramkumar Ramanathan                   | 6-4, 6-4            |